# Kolonel Bunker
Pour les articles homonymes, voir Bunker.
Pour plus de détails, voir Fiche technique et Distribution.
Kolonel Bunker est un film albano-franco-polonais réalisé par Kujtim Çashku en 1996.

## Synopsis
1974 en Albanie. Sous le gouvernement de Enver Hoxha, leader maoïste pendant 40 ans, Muro Neto, responsable de la défense de la nation contre un "ennemi invisible", décide que la "bunkerisation" est la seule façon de résister à une attaque surprise. Ainsi naît le colonel Bunker, "suprême défenseur de la nation" et apparatchik monstrueux. Il construit près de 800 000 bunkers, détruisant tout sur son chemin, fermant les yeux devant les procès et les exécutions. Pendant ce temps, son épouse assiste, impuissante, à sa paranoïa croissante.

## Fiche technique
- Réalisateur : Kujtim Çashku
- Scénario : Kujtim Çashku
- Production : Kujtim Çashku - Orafilm en Albanie ; Jean Bréhat 3b Productions en France ; Filip Bajon- Studio Filmowe Dom en Pologne
- Photographie : Jerzi Rudzisky & Afrim Spahiu
- Musique : Andrej Krauze
- Durée : 103 min
- Pays :  Albanie /  France /  Pologne
- Langue: albanais
- Format : couleur
- Date de sortie : 1996 / USA : 1998

## Distribution
- Nuro Meto: Agim Qirjaqi
- Anna Jakubovska (son épouse): Anna Nehrebecka
- Eminenca Gri: Çun Lajçi
- Gruaja e aviatorit: Fatime Lajçi
- Komandanti i burgut: Xhevat Limani
- Pergjegjsi i burgut: Sefedin Nuredini
- Gruaja qe lind: Vetiola Mani
- Komandanti i internimit: Petrit Malaj
- Djali ne bunker: Steven Nash

## Distinctions
- 2000 : Albanian National Film Fest : premier prix
- 1998 : Festival du film de Venise : primé du Unesco Award ("Enrico Fulchignoni") pour Kujtim Çashku
- 1997 : 
  - Oscars : Official Albanian Entry
  - Izmir : prix spécial du jury
  - Saint-Étienne : Grand Prix
- 1996 : 
  - Bastia : Prix de la critique
  - Montréal : Official compétition